# 훔볼트 포룸
훔볼트 포룸(독일어: Humboldt Forum)은 독일 베를린에 있는 박물관이다. 박물관섬 베를린성에 위치하고 있다. 이 박물관은 프로이센 학자 빌헬름 폰 훔볼트와 알렉산더 폰 훔볼트를 기리기 위해 명명되었다. 코로나19 범유행으로 인해 2020년 12월 16일에 디지털로 오픈했으며 2021년 7월 20일에 일반 대중에게 개관하였다.